# Terremoto de las Islas Aleutianas de 1946
El terremoto de las Islas Aleutianas de 1946 ocurrió cerca de las islas Aleutianas, Alaska, el 1 de abril de 1946. El terremoto tuvo una magnitud de momento de 8,6 y una intensidad de Mercalli máxima de VI (Fuerte). Resultó en 173 muertes y más de 26 millones de dólares en daños. El lecho marino a lo largo de la falla se elevó, lo que provocó un tsunami en todo el Pacífico con múltiples olas destructivas a alturas que oscilaron entre los 14 y 42 metros. El tsunami destruyó el faro Scotch Cap en la isla Unimak, Alaska, entre otros, y mató a los cinco fareros. A pesar de la destrucción de la isla Unimak, el tsunami tuvo un efecto casi imperceptible en el continente de Alaska.

## Entorno tectónico
Las islas Aleutianas son un grupo de 14 islas volcánicas grandes y 55 más pequeñas situadas entre Alaska continental y la península de Kamchatka. Están situadas a lo largo de la fosa de las Aleutianas, ya que se formaron por la subducción activa de la placa oceánica del Pacífico debajo de la corteza continental de la placa de América del Norte. La parte occidental de la fosa se vuelve cada vez más oblicua hasta cerca de las islas del Comandante, donde las fallas se vuelven casi exclusivamente de deslizamiento y provocan terremotos como el terremoto de las islas del Comandante de 2017. La trinchera termina donde comienza la fosa de las Kuriles en el oeste. En el este, la fosa se extiende por un par de miles de millas antes de llegar a la zona de transición cerca de Yakataga responsable de crear terremotos como los terremotos de la bahía de Yakutat de 1899. La colisión termina totalmente un poco más al este, donde la falla de la Reina Carlota se convierte en la falla dominante del régimen tectónico. Se cree que esta área específica de las islas Aleutianas se rompió en el terremoto de las Islas Aleutianas de 1585.

## Terremoto
El terremoto se produjo a las 02:29 hora local del 1 de abril de 1946, a una profundidad de 15 km. El terremoto fue muy grande, pero la intensidad máxima sentida fue solo de VI. Originalmente se pensó que el terremoto tuvo una magnitud de 7,4, sin embargo, investigaciones posteriores descubrieron que este fue realmente un evento mucho más grande, pero con una firma sísmica oculta. Una magnitud de 8,6 se adaptó mejor a este evento, con un deslizamiento estimado entre 9 metros y 12,7 metros. Este evento mostró los signos clásicos de un terremoto de tsunami, ya que la magnitud de la onda superficial fue muy baja en comparación con las magnitudes del momento y del tsunami, y la altura del tsunami fue mucho mayor de lo esperado para la magnitud de la onda superficial. El valor de magnitud de tsunami muy alto se debió a la gran fuerza de las olas. Se calculó utilizando el recorrido del tsunami desde Honolulu, Hilo, y el promedio de estaciones en California. Incluso excluyendo los valores dados por Hilo, la magnitud del tsunami fue de al menos 9,1. Originalmente, se pensó que el terremoto fue de deslizamiento de rumbo y, más tarde, de deslizamiento de rumbo con un componente de falla normal. Estos mecanismos focales erróneos se debieron a la falta de estaciones que registraron el terremoto. Sin embargo, el modelado de la onda S, en lugar de la onda P, ayudó a descubrir tanto la verdadera magnitud del terremoto como el mecanismo de empuje ampliamente aceptado. Este mecanismo de empuje fue consistente con un terremoto de subducción que ayudó a aliviar la tensión en la fosa de las Aleutianas.

## Tsunami
En la isla Unimak, la altura del tsunami alcanzó los 42 metros. El aspecto del terremoto del tsunami de este evento ayudó a explicar una parte de esta altura masiva, sin embargo, el resto debe atribuirse a un deslizamiento de tierra submarino local. Según los informes, las olas viajaron a través del océano a 800 km por hora y midieron 17 metros de altura, de cresta a valle. La ola llegó a Kauai, Hawái 4 horas y media después del terremoto y a Hilo, Hawái casi 5 horas después. En las islas hawaianas murieron 173 personas. En Hilo, 96 personas murieron, 163 resultaron heridos, 488 edificios fueron demolidos y 936 más resultaron dañados. Los testigos hablaron de olas que inundaron calles, casas y escaparates. Muchas víctimas fueron arrastradas mar adentro por el retroceso del agua. El tsunami también causó muchos daños en Maui. Las olas demolieron 77 casas y muchos otros edificios. Los residentes de estas islas fueron tomados por sorpresa por la aparición del tsunami debido a la incapacidad de transmitir advertencias desde los puestos destruidos en Scotch Cap, y el tsunami se conoce como el Tsunami del Día de los Inocentes en Hawái porque ocurrió el 1 de abril. Los efectos del tsunami también llegaron a Washington, Oregón y California.
El tsunami fue inusualmente poderoso para el tamaño del terremoto. El evento fue clasificado como un terremoto de tsunami debido a la discrepancia entre el tamaño del tsunami y la magnitud relativamente baja de las ondas superficiales. La destrucción a gran escala impulsó la creación del Sistema de Alerta de Olas Marinas Sísmicas, que se convirtió en el Centro de Alerta de Tsunamis del Pacífico en 1949.